# Trichopeltis doriae
Trichopeltis doriae är en mångfotingart som beskrevs av Pocock 1895. Trichopeltis doriae ingår i släktet Trichopeltis och familjen Cryptodesmidae. Inga underarter finns listade i Catalogue of Life.